# San Germán (plaats)
San Germán is een plaats (zona urbana) in het Amerikaanse unincorporated territory Puerto Rico, en valt bestuurlijk gezien onder gemeente San Germán.

## Demografie
Bij de volkstelling in 2000 werd het aantal inwoners vastgesteld op 12.033.

## Geografie
Volgens het United States Census Bureau beslaat de plaats een oppervlakte van 7,2 km², geheel bestaande uit land.

## Geboren
- Luis Antonio Ramos, acteur en filmproducent

## Plaatsen in de nabije omgeving
De onderstaande figuur toont nabijgelegen plaatsen in een straal van 68 km rond San Germán.